# Cipriano Santiago Vitureira
Cipriano Santiago Vitureira (Montevidéu 19 de avril de 1907 — Montevidéu, 20 de outubro de 1977) foi um poeta e ensaísta uruguaio.

## Biografia
Esteve à frente da secretaria do Instituto de Cultura Uruguayo-Brasileño desde sua fundação em 1941, sendo responsável por grande divulgação da cultura brasileira em seu país, sendo alguns desses autores: Manuel Bandeira, Cecília Meireles e Carlos Drummond de Andrade.